# Celtic Park
Celtic Park este un stadion de fotbal din zona Parkhead a orașului Glasgow în Scoția. Aici joacă meciurile de acasă Celtic Football Club.
Este al doilea stadion ca mărime din Scoția după Murrayfield Stadium din Edinburgh și al șaselea ca mărime din Regatul Unit după Murrayfield, Old Trafford, Twickenham, Wembley și Stadionul Millennium.

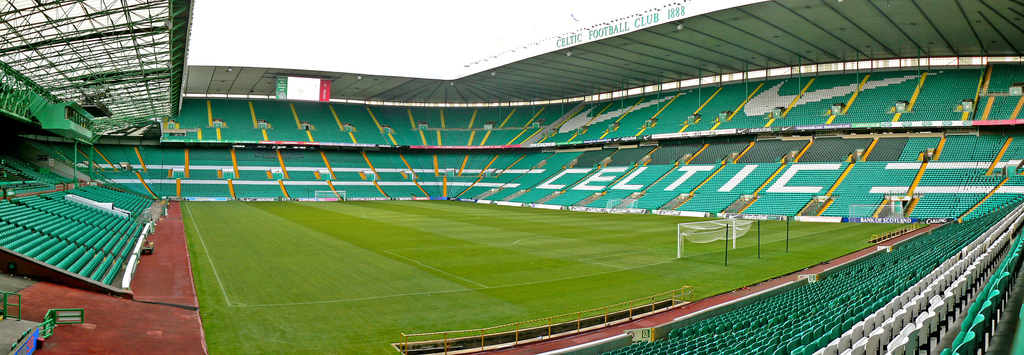
O panoramă a reamenajatului Celtic Park